# 종착역 살인사건
《종착역 살인사건》(일본어: 終着駅殺人事件)은 니시무라 교타로의 1980년 장편 추리소설이다. 대한민국에는 레드박스에서 이연승 번역으로 출간되었다.

## 줄거리
우에노역 화장실에서 야스다라는 공무원의 시체가 발견된다. 그는 도호쿠 아오모리현 출신으로, 고등학교 동창이었던 '두루미 통신' 7인조와 7년 만의 귀향 모임을 앞두고 우에노역으로 향하다 변을 당한 것이었다. 도쿄 경시청의 가메이 형사는 역시 고등학교 동창인 모리시타의 의뢰로 행방불명된 후배 '마쓰키 노리코'를 찾아다니던 중 야스다 사건과 마주친다.
7인조의 나머지, 미야모토, 요코, 가타오카, 마유미, 가와시마, 마치다는 야스다의 죽음을 모른 채 아오모리역으로 향하는 침대특급 열차 '유즈루 7호'를 타고 출발한다. 간밤에 가와시마가 행방불명되었는데, 그는 이후 기누강에서 시체로 발견된다. 7인조는 아오모리 현경의 취조에 응하여 한동안 호텔에 머무는데, 이때 마유미가 연인에게 쓴 유서를 남기고 방에서 청산가리에 중독된 시체로 발견된다. 아오모리 현경의 미우라 형사는 남은 네 사람을이 의심했다. 그렇지만 결국 가와시마가 야스다를 살해하고 자살하였고, 마유미 또한 연인에게 배신당해 자살했다는 것으로 결론이 남에 따라 네 사람은 풀려난다.
그러나 아오모리 역에서 요코가 교살되고, 가타오카가 우에노 역에서 중독사함에 따라 수사가 재개된다. 가메이 형사는 남은 미야모토와 마치다를 의심하는데, 수사중 마치다의 누나가 두루미 통신 학생들의 장난으로 말미암아 자살에 이르렀다는 것이 밝혀진다. 마치다는 미야모토를 불러내어 살해한 뒤, 연인이자 공범이었던 마쓰키 노리코와 함께 도주하던 중 오인 사격으로 사망한다.

## 등장인물

### F고 두루미 통신 7인조
- 미야모토 다카시(宮本孝)

변호사. 소심하지만 신중한 성격으로, 친구들에게 편지를 보내 7년 만의 모임을 이끈다.
- - 아야코

어머니.
- - 가스가 가즈마사

미야모토가 소속된 가스가 법률사무소 소장.
- 무라카미 요코(村上陽子)

예능 프로덕션 직원으로 소개하지만 실제로는 '시로 가오루'라는 예명의 무명 가수이다. 학창 시절엔 키가 클 뿐 평범한 외모였으나 성인이 되어 크게 아름다워졌다.
- 가타오카 기요유키(片岡清之)

특산품점 사장. 부유한 집에서 자랐으며 가업을 이어받았지만 상황은 좋지 않은 것 같다. 덩치가 크고 얼굴이 잘생겨 여자관계가 복잡하다.
- - 바 마담

가타오카를 우에노역까지 배웅해준 바의 마담으로, 가타오카와는 잘 아는 사이로 보인다.
- - 우치노 히데코

가타오카와 관계했던 전 여자친구.
- 하시구치 마유미(橋口まゆみ)

백화점 직원. 과거에는 귀염성 있는 얼굴로 인기가 많았지만 현재에는 평범한 여자가 되었다.
- 마치다 다카오(町田隆夫)

시나리오라이터, 시인. '나카니시 노부'라는 예명으로 활동중이라 한다.
- - 고사이 기미코

마치다의 전 여자친구. 마치다가 그녀를 구하다가 감옥에 가자 그를 버리고 다른 남자와 결혼한다.
- - 유키코

누나.
- - 하세가와 히로시

마치다 일가를 찾아온 영능력자.
- 가와시마 시로(川島史郎)

운송업체 사장. 스스로는 자부심이 있지만 실제로는 초라한 업체라고 한다.
- 야스다 아키라(安田章)

통상성 공무원. 학창 시절에는 침착한 성격이었다고 하며, 도쿄의 명문대를 졸업했다고 한다. 7년 만의 모임에 불참하는데, 이후 역 화장실에서 시체로 발견된다.

### H고
- 모리시타(森下)

과거 야구 선수가 꿈이었던 현직 영어 교사. 제자 노리코의 행방을 찾아 상경하여 동창 가메이 형사에게 도움을 청한다.
- 마쓰키 노리코(松木紀子)

모리시타의 제자. 회사를 그만두고 행방이 묘연해졌다.

### 도쿄 경시청
- 가메이(亀井)
- 도쓰가와 경부(十津川警部)
  - 나오코(直子)
- 니시모토, 구사카, 시미즈(西本, 日下, 清水)

### 아오모리 현경
- 에지마 경부(江島警部)
- 미우라 형사(三浦刑事)

### 아오모리역
- 기타무라 노인

과거 경찰이었던 노인. 현재는 아오모리역에서 다른 노인들과 시간을 보내며 산다.
- 고이케 도요이치로

무라카미 요코의 살해 현장을 목격한 노인.